# Şeref Görkey
Şeref Görkey (* 3. Dezember 1914 in Istanbul; † 10. November 2004 ebenda) war ein türkischer Fußballspieler, -trainer und -funktionär. Durch seine langjährige Tätigkeit für Beşiktaş Istanbul und als dessen Eigengewächs wird er stark mit diesem Verein assoziiert und von Vereins- und Fanseiten als legendärer Stürmer der Vereinsgeschichte bezeichnet. Er spielte während seiner Beşiktaş-Zeit mit für den Verein legendären Spielern wie Hakkı Yeten, Eşref Bilgiç, Hüseyin Saygun, Hüsnü Savman, İbrahim Tusder, Feyzi Uman und Şükrü Gülesin zusammen und war ein wichtiger Teil jener Mannschaft, die in den Jahren von 1933 bis 1950 neun Mal mit der Istanbuler Meisterschaft den damals wichtigsten Titel im türkischen Fußball, davon fünf Titel in Folge, gewinnen konnte. In dieser Zeit brach er eine Vielzahl von Vereinsrekorden und ist hinter seinem langjährigen Teamkollegen Hakkı Yeten der zweiterfolgreichste Torschütze der Vereinsgeschichte. Görkey, der vor allem durch seine zahlreichen Volleytore große Bekanntheit innerhalb des türkischen Fußballs erlangte, wurde als Voleci Şeref (dt.: Şeref, der Volleyschütze) bezeichnet. Jährlich wird an seinem Todestag von Vereinsfunktionären und Anhängern Beşiktaş' an seinem Grab eine Andacht gehalten.

## Spielerkarriere

### Verein
Görkey begann mit dem Fußball im Istanbuler Stadtteil Nişantaşı und trat mit 16 Jahren der Nachwuchsabteilung von Beşiktaş Istanbul bei. Zur Saison 1930/31 wurde er in den Kader der Fußballmannschaft Beşiktaş' aufgenommen. Er kam in dieser Spielzeit in der Partie der İstanbul Ligi (dt. Istanbuler Liga) vom 26. Dezember 1930 gegen Vefa Istanbul zum Einsatz und gab damit sein Profidebüt. Da damals in der Türkei keine Landesübergreifende Profiliga existierte, existierten stattdessen in den Ballungszentren wie Istanbul, Ankara und Izmir regionale Ligen, von denen die İstanbul Ligi (auch İstanbul Futbol Ligi genannt) als die renommierteste galt. Im weiteren Saisonverlauf absolvierte er fünf weitere Ligaspiele und erzielte dabei vier Tore. Damit wurde er gleich in seiner ersten Saison einer der erfolgreichsten Torschützen seines Vereins. Während er in seiner Zweiten Saison nicht über eine Reservistenrolle hinaus kam, eroberte er sich mit der Saison 1932/33 einen Stammplatz.
Nachdem er mit seinem Verein drei Spielzeiten lang ohne Titel geblieben war, konnte er in der Saison 1933/34 mit ihr die Istanbuler Meisterschaft holen. Trotz dieses ersten Titels erreichte Görkey mit seinem Team in den nächsten vier Spielzeiten keinen Titelgewinn. Erst in der Saison 1938/39 konnte er mit seiner Mannschaft die Meisterschaft der Istanbuler Fußballliga gewinnen. In den nachfolgenden vier Jahren gelang Görkey mit seiner Mannschaft vier Mal die Titelverteidigung in der Istanbuler Meisterschaft. Dadurch gehörte er jener Mannschaft an, die mehrere Ligarekorde brach. Zudem wurde in der Saison 1940/41 die Millî Küme gewonnen, eine Art Meisterschaft, an der die Mannschaften der drei Großstädte Istanbul, Ankara und Izmir teilnahmen. Görkey zählte in all diesen Spielzeiten zu den wichtigsten Leistungsträgern und war zeitweise der erfolgreichste Torschütze seiner Mannschaft. In der Saison 1944/45 konnte er mit seinem Verein erneut die Istanbuler Meisterschaft gewinnen und sie in der darauffolgenden Saison verteidigen. Görkey verlor mit der Spielzeit 1946/47 seinen Stammplatz. Sein Verein ging in dieser Saison in der Istanbuler Meisterschaft leer aus und konnte den Bildungsministeriumspokal holen.
Im Sommer 1947 wechselte Görkey zum Ligarivalen İstanbulspor. Nachdem er hier eher ein Reservistendasein fristete, kehrte er nach seiner Saison zu Beşiktaş zurück. Auch hier absolvierte er in zwei Spielzeiten nur sporadische Einsätze. Nachdem er mit seinem Verein die Istanbuler Meisterschaft der Saison 1949/50 holen konnte, beendete er seine Karriere.

### Nationalmannschaft
Görkey begann seine Nationalmannschaftskarriere 1931 mit einem Einsatz für die türkische Nationalmannschaft im Testspiel gegen die Jugoslawische Nationalmannschaft. Mit dieser Begegnung, in der er ein Tor erzielte, absolvierte er sein erstes und einziges Länderspiel. Obwohl Görkey zu den erfolgreichsten Torschützen der 1930er und 1940er Jahre im türkischen Fußball gehörte, wurde er nicht mehr in der Nationalmannschaft eingesetzt.

## Trainer- und Funktionärskarriere
Im Sommer 1952 wurde die İstanbul Futbol Ligi aufgelöst und mit der Überführung in ein professionelles Ligasystem, fortan unter der neugegründeten Liga İstanbul Profesyonel Ligi (dt.: Istanbuler Profiliga) fortgesetzt. Görkey begann ab November 1952 den in dieser Istanbuler Profiliga tätigen Verein Adalet SK als Cheftrainer zu betreuen und arbeitete hier zwei Spielzeiten lang.
Zur Saison 1955/56 dieser Liga übernahm er dann Beykozspor und arbeitete hier die nächsten dreieinhalb Jahre. Diesen Verein baute er in dieser Zeit kontinuierlich auf und erreichte mit ihm in der Saison 1956/57 den 4. Tabellenplatz. Neben seiner Tätigkeit bei Beykozspor, begann Görkey auch ab Februar 1957 die türkische B-Nationalmannschaft zu trainieren, die damalige zweite Auswahl der türkischen Nationalmannschaft und betreute sie bis zum Ende Mai 1957. Im September 1957 trat Görkey von seinem Amt als Cheftrainer bei Beykozspor zurück. Nachdem er drei Monate lang ohne Tätigkeit geblieben war, übernahm er Januar 1958 seinen vorherigen Klub Adalet SK. Bereits im März 1958 trat er von seinem Amt zurück, nachdem einige Vereinsfunktionäre sich in seine Trainertätigkeiten eingemischt hatten.
Im September 1959 wurde er zum Cheftrainer der türkischen Nationalmannschaft der Amateure ernannt und sollte sie für die im nächsten Oktober stattfindenden Mittelmeerspiele vorbereiten. Während dieses Turniers wurde er hinter der Italienischen Auswahl Silbermedaillengewinner. Anschließend führte er die Amateurnationalmannschaft durch die Qualifikation für die Olympischen Sommerspiele 1960 und erreichte, begünstigt durch eine Regeländerung seitens der FIFA, sie. Während der Sommerspiele schied er mit seiner Mannschaft als Gruppenletzter aus dem Turnier aus.
Nach den olympischen Sommerspielen begann er wieder die türkische B-Nationalmannschaft zu trainieren. Neben seiner Tätigkeit für die B-Nationalmannschaft bot ihm sein alter Verein Beşiktaş Istanbul den Posten des Managers an. Nachdem der türkische Fußballverband der Arbeit bei Beşiktaş zugestimmt hatte, begann Görkey ab November 1960 parallel zu seiner Tätigkeit bei der türkischen B-Nationalmannschaft, auch bei Beşiktaş als Manager zu arbeiten. Nachdem bei Beşiktaş der Cheftrainer Sandro Puppo am Ende der Saison 1960/61 gesundheitlich sein Amt nicht fortsetzen konnte ersetzte ihn Görkey interimsweise bis zum Saisonende und wurde mit dem Verein Tabellendritter.
Ab Dezember 1961 wurde er auch zum Cheftrainer der türkischen U-23-Nationalmannschaft ernannt.
Im Juni 1962 übernahm er zum dritten Mal den Verein Beykozspor als Cheftrainer. Im September 1962 wurde er zum Cheftrainer der türkischen Nationalmannschaft ernannt und führte diese Tätigkeit parallel zu seiner Arbeit bei Beykozspor fort.
Mitte Januar 1963 wurde er bei Vefa Istanbul als neuer Cheftrainer vorgestellt und beerbte damit Galip Haktanır. Im  März trennte er sich wieder von Vefa und trainierte die türkische Amateurnationalmannschaft. Zur Saison 1963/64 begann er den Klub Feriköy SK zu trainieren.
Im Oktober 1964 begann er ein weiteres Mal Beykozspor zu trainieren und arbeitete hier bis zum Februar 1965. Ab September 1966 begann er die türkische U-21 Nationalmannschaft zu trainieren. Zudem begann er ab dem Frühjahr 1968 bei der türkischen A-Nationalmannschaft auch als Co-Trainer tätig zu sein.
Im Februar 1972 übernahm Görkey İstanbulspor als Cheftrainer. Bereits nach vier Spieltagen verließ er Istanbulspor und wurde durch Bahattin Baydar ersetzt.

## Tod
Görkey verstarb am 10. November 2004 in Istanbul. Er wurde einen Tag später nach dem Mittagsgebet in der Istanbuler Teşvikiye-Moschee im berühmten Friedhof Zincirlikuyu beigesetzt.

## Erfolge

### Als Spieler
Mit Beşiktaş Istanbul
- Meister der İstanbul Futbol Ligi: 1933/34, 1938/39, 1939/40, 1940/41, 1941/42, 1942/43, 1944/45, 1945/46, 1949/50
- Meister der Millî Küme: 1941
- Meister der Maarif Mükafatı: 1943/44
- Bildungsministeriumspokalsieger: 1946/47
- İstanbul-Pokalsieger: 1943/44
- Premierminister-Pokalsieger: 1943/44

### Als Trainer
Mit der Türkischen Nationalmannschaft der Amateure
- Silbermedaille Mittelmeerspiele: 1959